# ياسمين كبير الأزهار
الياسمين كبير الأزهار أو القانة (الاسم العلمي Jasminum grandiflorum)، هي شجيرة جميلة معمرة من الفصيلة الزيتونية.

## الموئل والانتشار
النبات واسع الانتشار، حيث يوجد في شبه الجزيرة العربية في سلطنة عمان والسعودية (جبال السراة بشكل مكثف، وبعض جبال الحجاز)، وجنوب آسيا، وإقليمي بونان وسيتشوان في الصين، وشمال شرق أفريقيا (إريتريا، جيبوتي، إثيوبيا، الصومال، السودان)، والبحيرات العظمى الأفريقية (كينيا، أوغندا، روندا).
ويزرع هذه النوع على نطاق واسع ويقال أنه وطن في غينيا، جزر المالديف، موريشيوس، لا ريونيون، جاوة، جزر كوك، تشياباس، وأمريكيا اللاتينية،
على نطاق واسع في منطقة البحر الكاريبي.

## الوصف النباتي

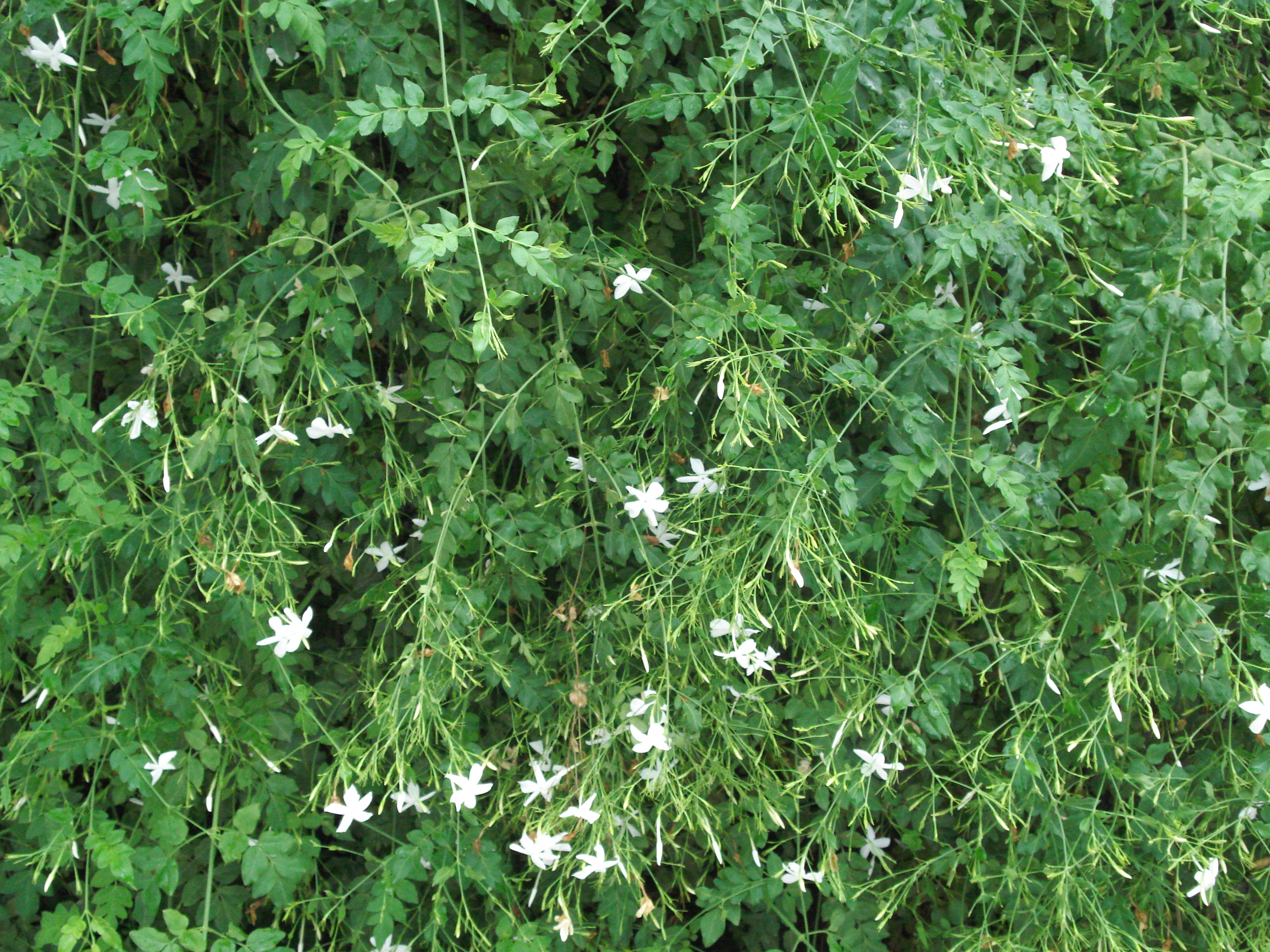

ترتفع القانة نحو 3-5 م على سيقان متعددة، تخرج من أصل واحد، ثم تتفرع بكثافة إلى فروع صغيرة، تحمل الأوراق والثمار، سيقانها لدنة مرنة ليس بالهين كسرها، الأوراق متقابلة، شبه بيضوية، محمولة على أعناق طويلة، ثلاثية الفصوص، أكبرها الفص الأوسط له رأس طويل مستدق مؤنف أو شبه حاد. هي من المراعي المحببة للماعز، وقد تعلف للأبقار. تخرج الأزهار مجتمعة من آباط الأوراق على هيئة عنقودية، تتكون من من خمس بتلات وأحيانًا من ست، وربما أكثر، يشوبها حمرة من الخلف وأحانًا من الأطراف، ولها رائحة عطرية طيبة، يعبق شذاها ليلًا، وتبلغ ذروتها فجرًا حتى تشرق عليها الشمس، فتضمحل في تدرج سريع.
تفوق بشذاها الفواح أزهار النرجس والظيان. وهي تزهر بكثافة في أواخر الربيع وأوائل الصيف،. ويبقى بعضها على الشجرة بين الظهور والذبول معظم أيام السنة. والنحل يجني من رحيقها عسلًا أبيض اللون، لذيذ الطعم طيب الرائحة، ولكنه عزيز نادر. أما الثمار فعنبية بيضاوية الشكل أو مستديرة، في حجم الحمصة الصغيرة، تشبه ثمرة العتم، تظهر زاهية خضراء، ثم تسود عند تمام النضج، يعلوها، كثمار العتم، بثور صفراء دقيقة.